# Slaget vid Malplaquet
Slaget vid Malplaquet var ett stort slag under spanska tronföljdskriget. Detta var en av hertigen av Marlboroughs största segrar någonsin. Det var det näst sista stora slaget under hela kriget och ett av de största och mest avgörande. Endast slagen vid Oudenarde och Denain var större.